# Жалівник міомбовий
Жалівни́к міомбовий (Scepomycter rubehoensis) — вид горобцеподібних птахів родини тамікових (Cisticolidae). Ендемік Танзанії. Раніше вважався конспецифічним з рудоголовим жалівником.

## Поширення і екологія
Міомбові жалівники мешкають в горах Рубехо і Укагуру на сході Танзанії. Вони живуть в підліску вологих гірських тропічних лісів, на галявинах, поблизу струмків. Живляться безхребетними.